# Алибой
Алибо́й (тадж. Алибой) — село в районе Рудаки Республики Таджикистан. Входит в состав джамоата (сельской общины) Зайнабобод района Рудаки.
Находится на расстоянии 7 км от райцентра (пгт. Сомониён) и 2 км от центра общины (село Комсомол).
Население — 2310 чел. (2017).